# Byron N. Scott

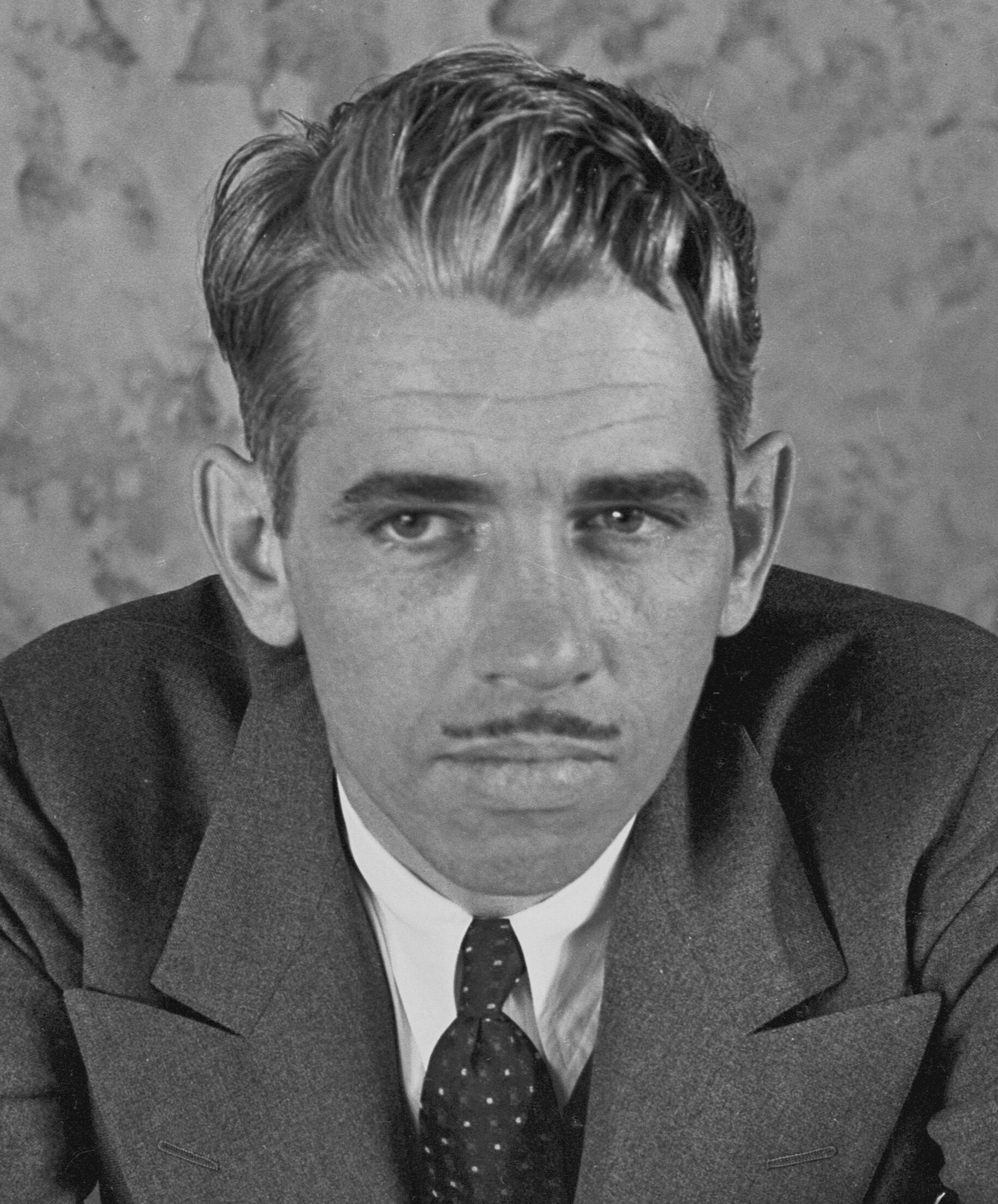
Byron N. Scott (1935)

Byron Nicholson Scott (* 21. März 1903 in Council Grove, Kansas; † 21. Dezember 1991 in Sun City, heute Menifee, Kalifornien) war ein US-amerikanischer Politiker. Zwischen 1935 und 1939 vertrat er den Bundesstaat Kalifornien im US-Repräsentantenhaus.

## Werdegang
Byron Scott besuchte die öffentlichen Schulen seiner Heimat und studierte danach bis 1924 an der University of Kansas in Lawrence. Danach besuchte er noch bis 1930 die University of Southern California in Los Angeles. Dazwischen war er in den Jahren 1924 bis 1926 Lehrer in Tucson (Arizona). Seit 1926 lebte er in Long Beach, wo er sich bis 1934 erneut als Lehrer betätigte. Gleichzeitig schlug er als Mitglied der Demokratischen Partei eine politische Laufbahn ein. Zwischen 1934 und 1940 nahm er als Delegierter an deren regionalen Parteitagen in Kalifornien teil. Im Juni 1936 war er auch Delegierter zur Democratic National Convention in Philadelphia, auf der US-Präsident Franklin D. Roosevelt zur Wiederwahl nominiert wurde.
Bei den Kongresswahlen des Jahres 1934 wurde Scott im 18. Wahlbezirk von Kalifornien in das US-Repräsentantenhaus in Washington, D.C. gewählt, wo er am 3. Januar 1935 die Nachfolge von John H. Burke antrat. Nach einer Wiederwahl konnte er bis zum 3. Januar 1939 zwei Legislaturperioden im Kongress absolvieren. Während dieser Zeit wurden dort die weitere New-Deal-Gesetze der Bundesregierung unter Präsident Roosevelt verabschiedet. 1938 unterlag Scott dem Republikaner Thomas M. Eaton. Zwei Jahre später strebte er erfolglos seine Rückkehr in den Kongress an.
In den Jahren 1939 und 1940 war er Sekretär des kalifornischen Autobahnausschusses. Danach arbeitete er bis 1942 im Baugewerbe. Während des Zweiten Weltkrieges war Scott für das War Production Board tätig, die für die Kriegsproduktion zuständige Instanz in der Bundeshauptstadt Washington. Nach einem Jurastudium an der National University und seiner 1949 erfolgten Zulassung als Rechtsanwalt begann er in Washington in diesem Beruf zu arbeiten. Diese Tätigkeit übte er bis 1979 aus. Dann zog er sich in den Ruhestand zurück, den er in Sun City verbrachte, wo er am 21. Dezember 1991 verstarb.